# Trichomasthus sachalinensis
Trichomasthus sachalinensis är en stekelart som beskrevs av Sharkov 1989. Trichomasthus sachalinensis ingår i släktet Trichomasthus och familjen sköldlussteklar. Inga underarter finns listade i Catalogue of Life.